# Kōichirō Tomita
| (2252) CERGA        | 1. November 1978   |
| (3056) INAG         | 1. November 1978   |
| (3765) Texereau     | 16. September 1982 |
| (4051) Hatanaka     | 1. November 1978   |
| (8788) Labeyrie     | 1. November 1978   |
| (8986) Kineyayasuyo | 1. November 1978   |
| (11258) Aoyama      | 1. November 1978   |
| (32738) 1978 VT1    | 1. November 1978   |
| (69234) 1978 VO2    | 1. November 1978   |

Kōichirō Tomita (jap. 冨田 弘一郎, Tomita Kōichirō; * 16. Februar 1925; † 22. Mai 2006) war ein japanischer Astronom und Asteroidenentdecker.
Er entdeckte vom Observatoire de Calern (IAU-Code 010) nördlich von Grasse aus zwischen 1978 und 1982 insgesamt 9 Asteroiden.
Er ist zusammen mit den Amateurastronomen F. W. Gerber und Minoru Honda der Entdecker des Kometen C/1964 L1 (Tomita-Gerber-Honda).
Tomita verfasste in japanischer Sprache ein Buch über Kometen, das 1982 ins russische übersetzt und in Russland veröffentlicht wurde.
Der Asteroid (2391) Tomita wurde nach ihm benannt.